# 黎永昌
黎永昌（英語：Lai Wing Cheong，1962年8月28日—），香港已退役足球運動員，司職翼鋒，曾先後效力加山、東方、南華等多支香港職業球隊，並且是1980年代香港足球代表隊主力球員。

## 球員生涯
黎永昌於13歲考入市政青年軍，後加入星島參與乙組聯賽，1977年轉到加山預備組，1978年獲後來的香港名帥郭家明提攜，以16歲之齡於甲組聯賽出道，翌季更成為這支以年輕球員為班底的球隊的正選球員。加山連續兩季晉身總督盃決賽，惜皆屈居亞軍。1980年，時年18歲的黎永昌獲選為當季聯賽最佳十一人之一。
1981年，黎永昌獲東方羅致，在東方效力期間初嘗捧盃滋味。1984年，隨東方班主林建岳上山加盟南華，渡過其足球生涯的巔峰，連續四年入選聯賽最佳十一人。
1988年，再隨林建岳轉投商業球隊麗新花花，當季成為盃賽雙冠王。黎永昌於球員生涯晚期曾於保險業發展，1995年退役。現時從事物業和會所管理工作。

## 軼事
黎永昌17歲時已成為甲組正選球員，他當時的薪金已足夠購置當年新落成的沙田第一城單位。由於當時他未成年，需由家人代為簽署文件。

## 榮譽
東方
- 香港高級組銀牌冠軍（1981-82）
- 香港足總盃冠軍（1983–84）

南華
- 香港甲組聯賽冠軍（1985-86、1986-87、1987-88）
- 香港高級組銀牌冠軍（1985-86、1987-88）
- 香港足總盃冠軍（1984-85、1986-87、1987-88）
- 香港總督盃冠軍（1986-87、1987-88）

麗新花花
- 香港足總盃冠軍（1988-89）
- 香港總督盃冠軍（1988-89）

流浪
- 香港高級組銀牌冠軍（1994-95）

個人
- 香港足球明星選舉最佳十一人五次（1980-81、1985-86、1986-87、1987-88、1988-89季度）
- 1987年總督盃最佳球員獎